# خرس و دوشیزه رعنا
«خرس و دوشیزهٔ رعنا» (انگلیسی: The Bear and the Maiden Fair) قسمت هفتم از فصل سومِ مجموعهٔ تلویزیونیِ خیال‌پردازانهٔ بازی تاج‌وتخت و قسمت ۲۷ از کلِ این سریال است.
فیلم‌نامه‌نویس این قسمت جرج آر. آر. مارتین و کارگردان آن میشل مک‌لارن است و این قسمت در ۱۲ مه ۲۰۱۳ منتشر شد.
عنوان این قسمت از یک شعر عامه‌پسند و سنتیِ خیالی در رمان گرفته شده که در میان مردم عادی و اشراف محبوبیت دارد و دربارهٔ خرسی است که با سه پسر و یک بز به نمایشگاه و بازارچه‌ای محلی می‌رود، و در آنجا یک دختر زیبا را که آرزوی شوالیه شدن دارد، نجات می‌دهد.

## تولید

### نگارش
این قسمت توسط جرج آر. آر. مارتین، نویسنده رمان‌های مجموعه ترانه یخ و آتش که سریال از آن اقتباس شده، نوشته شده است. قسمت «خرس و دوشیزه خوشگل» بر اساس بخش‌هایی از سومین کتاب این مجموعه، طوفان شمشیرها نوشته شده و فصل‌های ۴۲ تا ۴۶ (جان پنجم، دنریس چهارم، آریا هشتم، جیمی ششم و کتلین پنجم) را اقتباس می‌کند.
در نگارش این قسمت، مارتین باید تغییراتی را که تولیدکنندگان در داستان‌ها و شخصیت‌های اصلی کتاب ایجاد کرده بودند، در نظر می‌گرفت و صحنه‌هایی را می‌نوشت که در رمان‌ها امکان وقوع نداشتند. در کتاب‌ها، شخصیت معادل تالیسا در ریورران باقی می‌ماند و راب را همراهی نمی‌کند، و ملیساندر هرگز با جندری ارتباطی ندارد. سانسا نیز رازهایش را با مارجری در میان نمی‌گذارد، چرا که شخصیت‌پردازی مارجری در رمان‌ها چنین صحنه‌ای را غیرواقعی می‌سازد.
مارتین در ابتدا عنوان قسمت را «طوفان‌های پاییزی» گذاشته بود، چرا که قرار بود در بسیاری از صحنه‌ها باران ببارد. اما زمانی که مجبور شد عنوان را تغییر دهد—زیرا بیشتر صحنه‌های بارانی در مرحله پیش‌تولید از فیلمنامه حذف شده بودند—نام «زنجیرها» را انتخاب کرد که هم در سطح ظاهری و هم استعاری معنا داشت. با این حال، در ادامه، صحنه پایانی مربوط به خرس که در ابتدا توسط خالقان مجموعه دیوید بنیاف و دی. بی. وایس برای قسمت بعد نوشته شده بود، در این قسمت گنجانده شد و عنوان نهایی آن تعیین شد.

### انتخاب بازیگر
برای ایفای نقش خرس در هارنهال، تهیه‌کنندگان خرس قهوه‌ای آلاسکایی به نام بارت ۲ (با لقب «بارت کوچولو») را انتخاب کردند که نزدیک به ۲٫۷۴ متر قد داشت. این خرس در سال ۲۰۰۰ به دنیا آمده و توسط داگ و لین سوس آموزش دیده بود—همان مربیانی که خرس معروف قبلی، بارت اصلی، را نیز تربیت کرده بودند.